# 尹能民
尹 能民（ユン・ヌンミン、朝鮮語: 윤능민、1927年10月21日 - 2009年4月1日）は、大韓民国の化学者、教授。有機化学の分野に貢献した。本貫は坡平尹氏。

## 生涯
1927年10月21日、平安南道の中和郡に生まれた。1947年、ソウル大学校文理科大学の予科に入学し、1951年、同大学の化学科を卒業した。 その後、国防部の科学技術研究所で研究員として働き、米国のパデュー大学に留学してハーバート・ブラウンらの下で学び、1968年に有機化学専攻で博士号を取得した。
1969年から1993年まで西江大学校の化学科の教授として在職した。1977年から1982年までは同大学の理科学部の部長を務めた。
1977年から2001年までは大韓化学会理事を皮切りに幹事長、監査役、副会長を経て会長を歴任し、1986年から1991年まで韓国科学財団で理事として活動した。 また、1990年から2001年までは有機反応研究センターの所長を務めていた。 『有機化学』『有機化学』などの翻訳書と『一般化学』『水素化ホウ素と有機ホウ素化合物』『Introductory Organic Experiment』『現代科学の諸問題』『現代有機化学』などの著書を残した。
2009年4月1日、持病により82歳で亡くなった。